# Dick Black
Arthur Richard "Dick" Black (18. februar 1907 i Airdrie - ukendt) var en skotsk fodboldspiller. Han blev brugt på angrebspositionen. Han spillede for klubberne Stenhousemuir, Blantyre Victoria, Greenock Morton F.C., St. Mirren og Manchester United F.C..